# 9e brigade de fusiliers motorisés de la Garde
Pour les articles homonymes, voir 9e brigade.
La 9e brigade de fusiliers motorisés de la Garde (en russe : 9-я гвардейская мотострелковая бригада), de son nom complet la 9e brigade indépendante de fusiliers motorisés de la Garde (en russe : 9-я отдельная гвардейская мотострелковая бригада, abrégé 9 омсбр), anciennement connue sous le nom de 9e régiment indépendant d'infanterie de marine (en russe : 9-й отдельный полк морской пехоты) et communément connue sous le nom d'infanterie de marine de Marioupol-Khingan, est une unité de fusiliers motorisés des forces terrestres russes (numéro d'unité militaire ?) rattachée au 1er corps d'armée de Donetsk. Jusqu'au 1er janvier 2023, elle fut une milice séparatiste de la république populaire de Donetsk (RPD).

## Historique
Le 9e régiment indépendant d'infanterie de marine est créé en 2016 par un décret spécial du chef de la république populaire autoproclamée de Donetsk, Alexandre Zakharchenko. Le nom de l'unité est basé sur la 221e division de fusiliers « Marioupolsko-Khinganskaïa » qui a combattu pendant la Seconde Guerre mondiale. 
En 2017, le régiment compte plus de 1 200 soldats et est équipé de chars T-72, et de véhicules BMP-2 et BTR-80. 
En 2022, le régiment participe au siège de Marioupol, puis mène une offensive à l'intérieur de la ville en coopération avec la 810e brigade d'infanterie de marine de la Garde.
En 2023, l'unité est réformée en 9e brigade indépendante de fusiliers motorisés de la Garde et rattachée au 1er corps d'armée de Donetsk. Le 23 mars 2023, la 9e brigade opère dans le district de Pervomaïske, à 11 km au sud-ouest d'Avdiïvka. Le 12 octobre 2023, la 9e brigade est déployée dans les environs de Vodiane-Sieverne, au sud-ouest d'Avdiïvka. Après la bataille d'Avdiïvka, la brigade est remerciée par le commandant en chef suprême des Forces armées dans un télégramme de félicitations au colonel-général Andreï Mordvitchev daté du 17 février 2024. 
La brigade est actuellement impliquée dans l'offensive de Kharkiv de 2024.